# Anaglyptus matsushitai
Anaglyptus matsushitai är en skalbaggsart som beskrevs av Hayashi 1955. Anaglyptus matsushitai ingår i släktet Anaglyptus och familjen långhorningar. Inga underarter finns listade i Catalogue of Life.